# Guido van Driel
Guido Alexander van Driel (Amsterdam, 21 augustus 1962) is een Nederlands striptekenaar en filmregisseur.

## Biografie
Van Driel groeide op in Buitenveldert en Zaandam. Nadat zijn poging om tot de Rietveld Academie te worden toegelaten was mislukt studeerde Van Driel geschiedenis, en ontwikkelde hij zichzelf tot illustrator en striptekenaar. Tijdens zijn studie tekende hij onder andere voor Folia. Hij debuteerde in 1994 met de zwart-witstrip Vis aan de Wand. Twee jaar later volgde Meneer Servelaat Neemt Vakantie. De Fijnproever (2000) is een geïllustreerd verhaal over een bevriende hoerenloper. Dit boek kreeg veel media-aandacht vanwege het controversiële openhartige karakter van de vriend/hoofdpersoon. Het boek werd ook in het Engels uitgegeven, vanwege het onderwerp voor het internationale toerisme in Amsterdam.
De Fijnproever luidde een koerswijziging in van zijn tekenstijl. Vis aan de Wand en Meneer Servelaat zijn getekend en geïnkt. Voor De Fijnproever schilderde Van Driel zijn afbeeldingen op zwart papier; een werkwijze die hij in zijn volgende boeken ook gebruikt.

Voor Bzzlletin maakte Van Driel de stripuitgave De Bovenman, naar het korte verhaal met dezelfde titel van Cherry Duyns. Toen wij van de Duitsers verloren (2002) was zijn eerste album dat in full color verscheen. Eerder verscheen het verhaal als feuilleton in Het Parool.

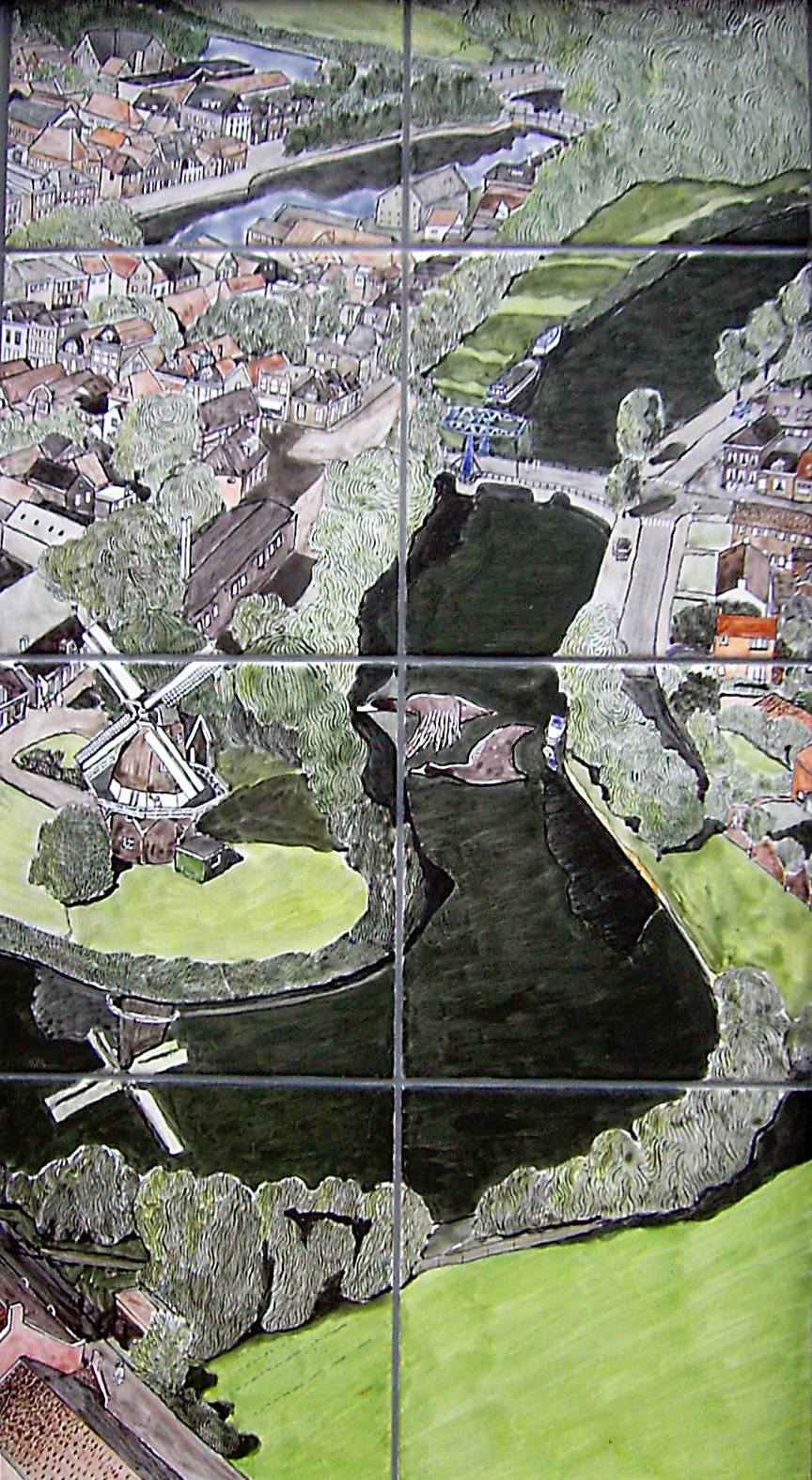
Deel van een tegeltableau voor het nieuwe gemeentehuis van Dongeradeel

Voor de voorgevel van het nieuwe gemeentehuis van Dongeradeel te Dokkum schilderde Van Driel 27 tegeltableaus. Ook het album Om Mekaar in Dokkum (2004) was een opdracht van de gemeente Dongeradeel. Wegens de in het album gebezigde vloeken en schuttingtaal gaven christelijke politici hun exemplaren terug. Ook eisten CDA, ChristenUnie en Algemeen Belang Dongeradeel dat het album niet langer als relatiegeschenk zou worden verstrekt.

Naderhand werd het album voor het landelijke publiek uitgegeven door Oog & Blik/De Bezige Bij. Oog & Blik-eigenaar Hansje Joustra heeft een cameo-verschijning in dit boek. In het volgende boek De Ondergang van Amsterdam stond collega-tekenaar Erik Kriek model voor een van de hoofdpersonages.
De boeken van Van Driel zijn in Nederland uitgegeven door uitgeverij Oog & Blik, Oog & Blik/De Bezige Bij en Scratch.

## Filmmaker
In 2000 debuteerde Van Driel als filmmaker met de documentaire U spreekt met Frank Laufer, over de Amsterdamse wereldverbeteraar Frank Laufer, en in 2006 maakte hij een film van een uur voor de VPRO, Groen is toch de mooiste kleur voor gras. Collega-striptekenaar Peter Pontiac is in deze film kort te zien als voorbijfietsende figurant. Zijn film De wederopstanding van een klootzak (2013) was de openingsfilm voor het International Film Festival Rotterdam. Deze film is een bewerking van zijn album Om Mekaar in Dokkum. Collega-striptekenaar Eric Schreurs heeft een rol als lijfwacht. In 2019 kwam Bloody Marie uit. In 2023 verfilmde Van Driel zijn stripverhaal Toen wij van de Duitsers verloren uit 2002. Hij koos ditmaal voor zwart-wit; volgens eigen zeggen omdat hij het verhaal al in kleur had beleefd.

## Filmografie
- 2023 - Toen we van de Duitsers verloren
- 2019 - Bloody Marie
- 2016 - Mosaic
- 2013 - Chauffeur
- 2013 - De wederopstanding van een klootzak
- 2007 - Groen is toch de mooiste kleur voor gras
- 2000 - U spreekt met Frank Laufer